# احمد عباس حطاب
احمد عباس حطاب (عربی: احمد عباس حطاب الساعدي؛ زاده ۹ مهٔ ۱۹۹۴) یک بازیکن فوتبال اهل عراق است.
وی همچنین در تیم ملی فوتبال عراق بازی کرده است.